# Nicolás Álvarez de las Asturias
Nicolás Álvarez de las Asturias Bohorques Heredia (Madrid, 24 de octubre de 1972) es un sacerdote, canonista español y catedrático de Historia del Derecho canónico, rector de la Universidad Eclesiástica San Dámaso (UESD) desde 2024.

## Biografía
Nació el 24 de octubre de 1972, en la ciudad española de Madrid.
Realizó su formación primaria, secundaria y el bachillerato en el Colegio Retamar de su ciudad natal.
Tras realizar estudios en la Facultad Eclesiástica de Filosofía de la Universidad de Navarra, obtuvo el título de Bachiller en Filosofía (1992). En 1995, consiguió el Bachiller en Teología por el Centro de Estudios Teológicos San Dámaso.
Luego, obtuvo la licenciatura en Teología, con mención en Historia de la Iglesia, con premio extraordinario, en la Universidad Pontificia Comillas en 1998. Posteriormente, consiguió la licenciatura (2001) y el doctorado (2004) en Derecho canónico por la Pontificia Universidad de la Santa Cruz, con la tesis doctoral: La colección canónica de Lanfranco de Bec.

### Sacerdocio
Su ordenación sacerdotal fue el 30 de mayo de 1999, incardinándose en la archidiócesis de Madrid. 
Fue adscrito a la parroquia de Santa María de Caná, en Pozuelo de Alarcón (2004-2024), y es juez del Tribunal Eclesiástico Metropolitano (desde 2006).
Continuó su actividad docente como catedrático de Historia del Derecho canónico en la Facultad de Derecho canónico de la UESD (desde 2013), y como profesor visitante en las facultades de Derecho canónico de varias universidades: la Pontificia Universidad de la Santa Cruz (2001-2004), la Facultad de Derecho canónico San Pio X (Venecia, 2004-2007) y el Instituto de Derecho canónico de la Universidad Católica Portuguesa (2011-2017). Ha centrado su investigación en el ámbito de la Historia del Derecho canónico medieval, y a la historia de la disciplina canónica sobre el matrimonio.
En 2021 fue nombrado vicerrector de Ordenación Académica de la UESD. El 6 de agosto de 2024 fue nombrado rector de dicha universidad. Tomó posesión el 3 de septiembre del mismo año.
Los cargos que ostenta en la actualidad Álvarez de las Asturias son:
- Miembro de la Iuris Canonici Medii Aevi Consociatio (ICMAC).[12]
- Miembro de la Consociatio Internationalis Studio Iuris Canonici Promovendo.
- Miembro de la Asociación Española de Canonistas.
- Core-member del Canon Law History Research Center de la Universidad Católica Péter Pázmany (Budapest).
- Miembro del Consejo Asesor de las revistas Ius Canonicum, Ius Ecclesiae, Scripta Theologica, Folia Theologica et Canonica y Forum Canonicum.

## Libros
- Derecho canónico en perspectiva histórica: fuentes, ciencia e instituciones.[13]